# Lepeophtheirus rhinobati
Lepeophtheirus rhinobati is een eenoogkreeftjessoort uit de familie van de Caligidae. De wetenschappelijke naam van de soort is voor het eerst geldig gepubliceerd in 1999 door Luque, Chaves & Cezar.